# John Eshun
John Eshun   (Sekondi-Takoradi, 17 de juliol de 1942 - Takoradi, 6 de novembre de 2018) fou un futbolista ghanès de la dècada de 1960.
Fou internacional amb la selecció de futbol de Ghana.
Pel que fa a clubs, destacà a Eleven Wise i Hasaacas.
Fou entrenador a Hasaacas, Tema Youth (2006–2007) i Ebusua Dwarfs (2010–2011).